# Danny Gokey
Daniel Jay «Danny» Gokey (Milwaukee, Wisconsin, 24 de abril de 1980) es un cantante estadounidense. Fue el finalista de tercer lugar en la octava temporada de American Idol. Después de su presencia en el programa, Gokey lanzó el sencillo «My Best Days Are Ahead of Me» firmando bajo los sellos discográficos 19 Recordings y RCA Nashville al comienzo de su carrera en la música country. Su álbum debut, My Best Days, fue lanzado en marzo de 2010.
Después de dejar RCA Nashville en noviembre de 2011, gravitó su música hacia un sonido de adult contemporary cristiano contemporáneo y posteriormente hizo un contrato discográfico con BMG Rights Management en mayo de 2013. Lanzó su segundo álbum de estudio, Hope in Front of Me, en 2014.

## Primeros años
Gokey comenzó a cantar con su familia en la iglesia, pero dijo que preferiría grabar música convencional que interpretar únicamente música cristiana o góspel. Fue director de adoración en su iglesia en Milwaukee, Faith Builders International Ministries, durante varios años.
Es el quinto de seis hijos. Tiene un hermano llamado Charles y cuatro hermanas: Angela, Janell, Gina y Tracey.
Ha reconocido la influencia de Jeffrey y Robin Pruitt, que son los pastores de la iglesia en la que trabajaba, y también de Matthew Barnett, el fundador del LA Dream Center. Ha declarado que su fe es la «clave de lo que soy». Fue director de música de la iglesia y también condujo un camión para una empresa de logística local durante dos años.

## American Idol

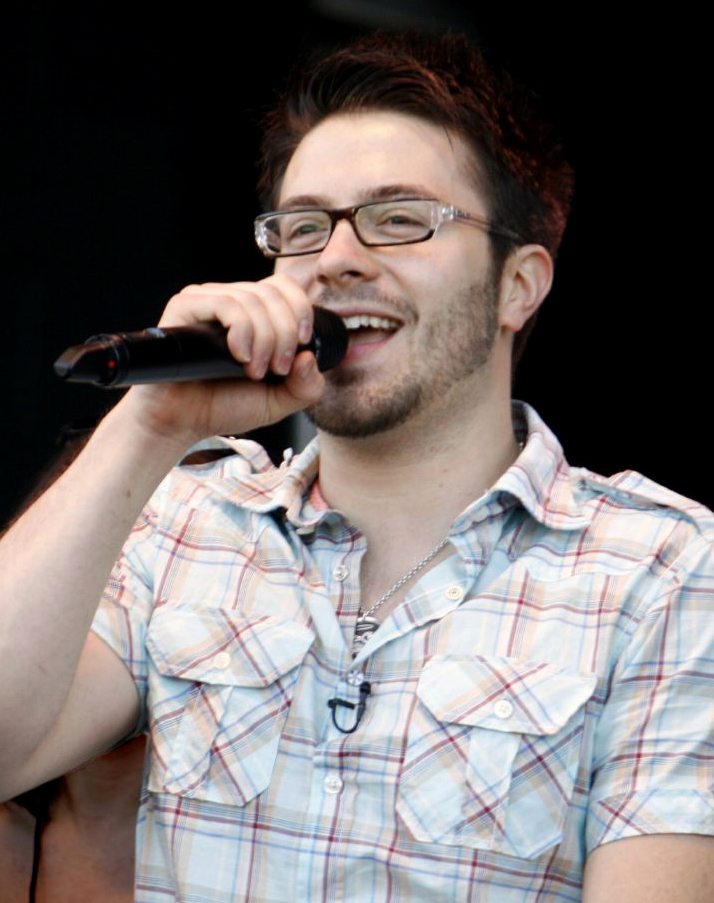
Gokey en su ciudad natal de Milwaukee, Wisconsin en 2009

### Información general
Gokey saltó a la fama nacional con su participación en la octava temporada de American Idol. La audición de Gokey ocurrió solo cuatro semanas después de la muerte de su esposa en julio de 2008.
Durante la semana del rock (semana de los 4 principales), se planeó la versión de Gokey de «Dream On» de Aerosmith para el grito extendido con el que terminó la canción. Gokey fue el único concursante en esa temporada que nunca estuvo entre los dos o tres últimos, pero fue eliminado en tercer lugar el 13 de mayo de 2009, después de su interpretación de «You Are So Beautiful» de Joe Cocker.
Durante el final de la octava temporada el 20 de mayo de 2009, Gokey realizó un dueto con el cantautor de rhythm and blues Lionel Richie. La actuación comenzó con Gokey cantando una balada conmovedora fiel al original de «Hello» de Richie, y luego Richie se unió a Gokey para un dueto de sus éxitos «Just Go» y «All Night Long».

### Presentaciones
| Presentaciones de Danny Gokey                                 | Presentaciones de Danny Gokey                | Presentaciones de Danny Gokey      |
| Episodio                                                      | Canción elegida                              | Artista                            |
| ------------------------------------------------------------- | -------------------------------------------- | ---------------------------------- |
| Audición                                                      | «I Heard It Through the Grapevine»           | Marvin Gaye                        |
| Ronda de Hollywood (parte 1)                                  | «Kiss from a Rose»                           | Seal                               |
| Ronda de Hollywood (parte 2)                                  | «Somebody to Love»                           | Queen                              |
| Ronda de Hollywood (parte 3)                                  | «I Hope You Dance»                           | Lee Ann Womack                     |
| Top 36 Semana de éxitos de Billboard Hot 100                  | «Hero»                                       | Mariah Carey                       |
| Top 13 Semana de Michael Jackson                              | «P.Y.T. (Pretty Young Thing)»                | Michael Jackson                    |
| Top 11 Semana de Grand Ole Opry                               | «Jesus, Take the Wheel»                      | Carrie Underwood                   |
| Top 10 Semana de Motown                                       | «Get Ready»                                  | The Templations                    |
| Top 9 Semana de descargas digitales                           | «What Hurts the Most»                        | Rascal Flatts                      |
| Top 8 Semana del año en el que nació                          | «Stand by Me»                                | Mickey Gilley                      |
| Top 7 Semana de canciones de cine                             | «Endless Love» (de Endless Love)             | Diana Ross y Lionel Richie         |
| Top 7 Semana de Disco                                         | «September»                                  | Earth, Wind & Fire                 |
| Top 5 Semana de Rat Pack                                      | «Come Rain or Come Shine»                    | Frank Sinatra                      |
| Top 4 Semana de rock and roll; dueto y solo                   | «Renegade» (con Kris Allen) «Dream On»       | Styx Aerosmith                     |
| Top 3 Semana de elección del juez y concursante (Paula Abdul) | «Dance Little Sister» «You Are So Beautiful» | Terence Trent D'Arby Billy Preston |

## Carrera post-Idol

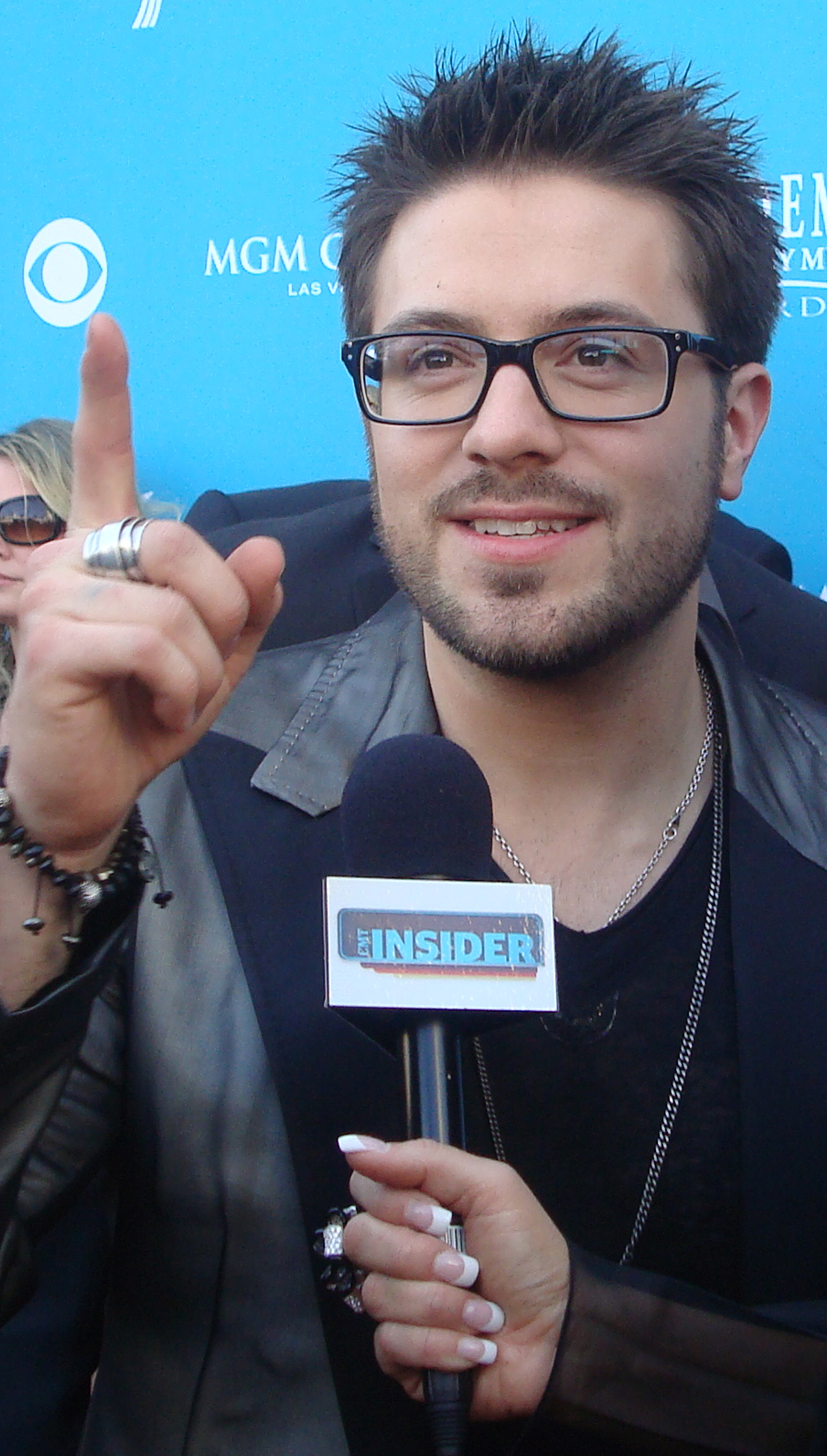
Gokey en abril de 2010

Gokey fue nominado en su estado natal de Wisconsin en los WAMI (Wisconsin Area Music Industry) Awards al mejor artista cristiano/góspel del año. En septiembre de 2009, Gokey terminó su gira con los otros ídolos en American Idols Live! Tour 2009, y trabajó en su fundación Sophia's Heart Foundation, creada para ayudar a los niños desfavorecidos.
Conocido por sus muchos pares de anteojos que solía usar en el programa, había declarado que podría comenzar una línea de anteojos para ayudar a recaudar fondos para su fundación, y Match Eyewear se asoció con él para la colección Danny Gokey Eyewear. Lanzada en marzo de 2012, la colección ha superado las proyecciones de ventas con más de 1.7 millones en ventas minoristas netas.

### 2009-2010:My Best Days
El 1 de septiembre de 2009, Gokey firmó con 19 Recordings/RCA Nashville, lo que lo convirtió en el primer finalista en tercer lugar en grabar con 19 y el primer ídolo masculino en firmar con un sello country importante. El 19 de noviembre de 2009, 19 y RCA anunciaron el lanzamiento del sencillo debut, «My Best Days Are Ahead of Me». Lanzó su álbum debut, My Best Days, fue lanzado el 2 de marzo de 2010. Debutó en las listas de Billboard en el puesto número cuatro y le otorgó a Gokey las mejores ventas en la semana de apertura para un acto country masculino debutante en 18 años y el debut más alto de descargas digitales por cualquier artista country nuevo. En apoyo al álbum, fue el acto de apertura de la gira Incredible Machine de Sugarland que comenzó en abril. Gokey también actuó en el noveno festival anual Tennessee River Run del cantante de country Darryl Worley en Savannah, Tennessee, junto con otros artistas como Joe Diffie y Lee Brice. El evento ayudó a recaudar $200 000 dólares para la Fundación Darryl Worley.
El 18 de octubre de 2010, Gokey obtuvo una nominación a «artista sobresaliente del año» en la edición de los American Country Awards de 2010. El 21 de noviembre de 2010, Gokey fue parte del evento previo al espectáculo de ABC en los American Music Awards.

### 2011-2018: Cambio de sello discográfico yHope in Front of Me

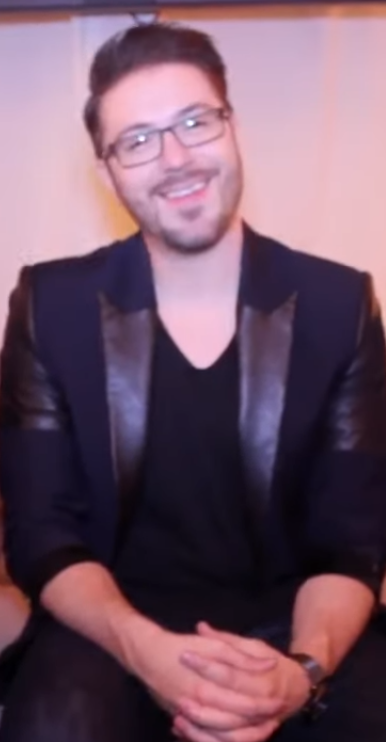
Gokey en una entrevista en 2014

Gokey lanzó el sencillo «Second Hand Heart», escrito por Cary Barlowe, Shane Stevens y Josh Kear, en 2011. Fue uno de los actos de apertura en el Speak Now World Tour de Taylor Swift. También hizo una aparición en una película para televisión con Candace Cameron Bure llamada Truth Be Told. Posteriormente, dejó RCA Nashville en noviembre del mismo año. En 2012, lanzó su extended play, Love Again. Fue autoeditado de forma limitada a través de su sitio web oficial solo en formato de CD físico. Sus memorias, Hope in Front of Me: Find Purpose in Your Darkest Moments, se publicaron el 1 de octubre de 2013.
En 2014, Gokey lanzó «Hope in Front of Me» como sencillo, bajo el sello discográfico BMG Rights Management. Posteriormente, lanzó su segundo álbum de estudio, Hope in Front of Me. El álbum debutó en el puesto número uno en la lista de Billboard Top Christian Albums. A fines de agosto, la canción encabezó la lista de Christian Airplay (duró 3 semanas) y en la lista de Mediabase Christian Adult Contemporary. Durante la semana que terminó el 20 de septiembre, también encabezó la lista de Christian AC Songs. «Hope in Front of Me» fue nominada a canción del año en los K-LOVE Fan Awards 2015, celebrados el 31 de mayo, y una de las canciones galardonadas en los BMI Christian Awards de 2015, celebrados el 23 de junio. En julio, «More Than You Think I Am» logró posicionarse en el puesto número 6 en la lista de Christian Airplay. En agosto, fue nominado a artista nuevo del año y «canción del año» por «Hope in Front of Me» en la 46.ª edición de los GMA Dove Awards.
En la primavera de 2015, Gokey se unió a la gira Burn Bright Tour de Natalie Grant como invitado especial, seguido de The Bible Tour 2015 con Steven Curtis Chapman, Brandon Heath y Francesca Battistelli. En septiembre del mismo año, Gokey lanzó el sencillo principal «Lift Up Your Eyes» de su álbum navideño, Christmas Is Here, que se lanzó el 16 de octubre. En octubre, Gokey se unió a la gira Beating Hearts Tour de NewSong con Mandisa. En diciembre, Gokey se unió al 2015 K-LOVE Christmas Tour como invitado especial.
En 2017, lanzó su quinto álbum de estudio, Rise. El álbum tuvo un buen desempeño en las listas y en el éxito de algunas de sus canciones. Recibió múltiples nominaciones a premios, incluyendo la 60.ª edición de los Premios Grammy.

### 2019-presente:Haven't Seen It YetyJesus People

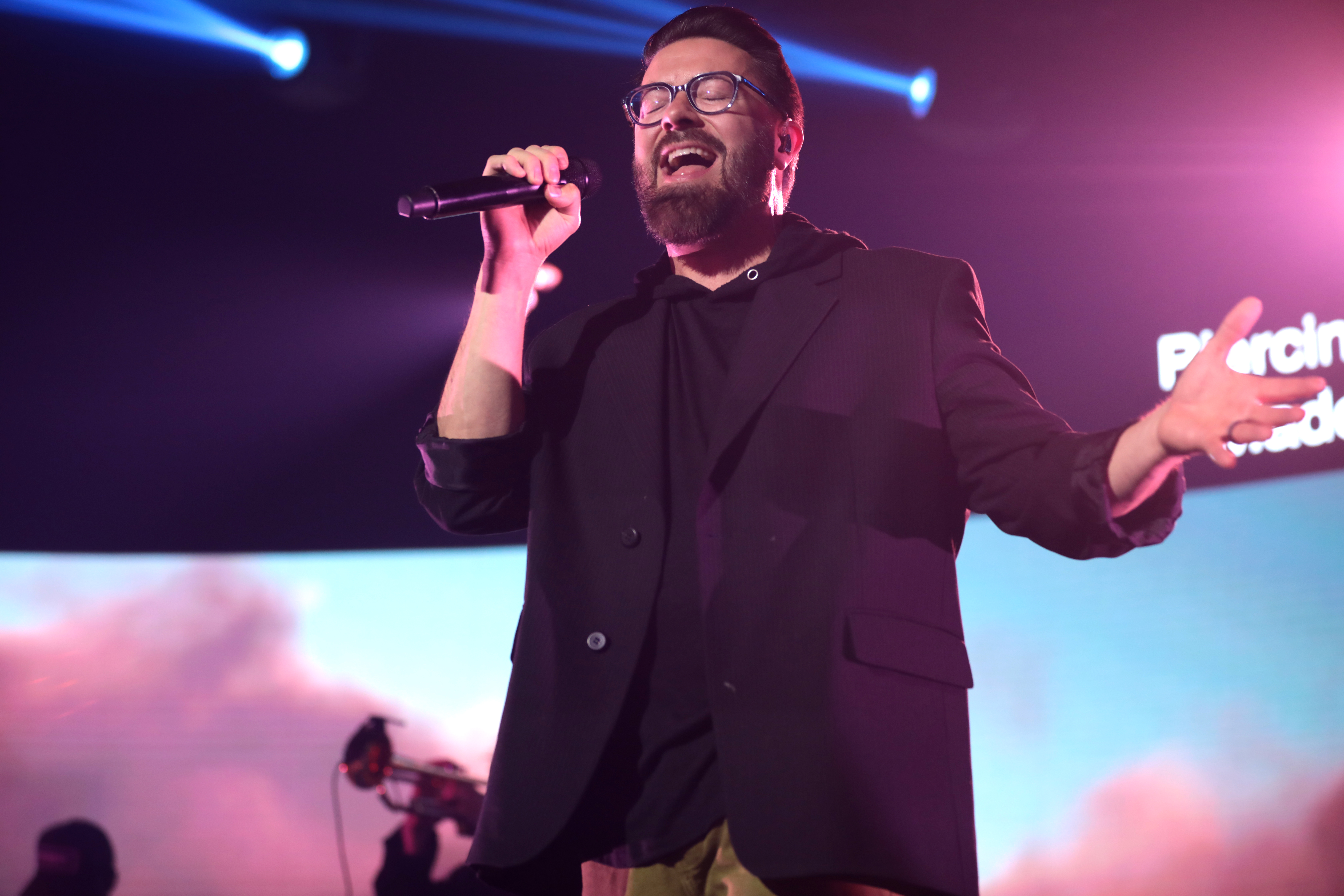
Gokey actuando en la Cumbre de Pastores de 2023 en Nashville, Tennessee

Gokey lanzó «Haven't Seen It Yet» como sencillo, que tuvo un gran éxito comercial logrando posicionarse entre los primeros tres puestos de las listas cristianas de Billboard y en el puesto número cuatro en Cross Rhythms. Su sexto álbum, Haven't Seen It Yet, se lanzó el 12 de abril de 2019. El álbum logró posicionarse en el número dos en la lista de Billboard Top Christian Albums y el puesto número uno en la lista de Christian Airplay. Los lanzamientos fueron nominados a dos categorías en la 62.ª edición de los Premios Grammy y la canción ganó un Premio Dove por «video musical de formato corto del año». También lanzó versiones radio y en español de algunas canciones del álbum en 2020.
En 2021, lanzó su octavo álbum de estudio, Jesus People, en el cual experimentó cantar con varios géneros, como el pop latino, música clásica y dance pop. El álbum alcanzó el puesto número 1 en la lista de Billboard Top Christian Albums y el número 99 en la lista de Billboard 200. El álbum consiste en cinco sencillos que lograron éxito comercial, que fueron «We All Need Jesus», «Stand in Faith», «He Believes in You», «Agradecido» y «Do For Love». En la primera semana de agosto, Gokey lanzó los videos musicales de «Stand In Faith» y «Do For Love». También se embarcó en varias giras y apareció en Stand Together Tour con Mac Powell y Newsboys. Posteriormente, lanzó «Live Up to Your Name» y su segundo extended play, Brave, donde expresa su sentimiento patriota por los Estados Unidos desde una perspectiva religiosa.

## Vida personal
Gokey es cristiano. Se casó con su novia de la secundaria, Sophia Martinez, el 15 de mayo de 2004. Los dos habían estado juntos desde 1997.
El 9 de julio de 2008, cuatro semanas antes de que audicionara para American Idol, la esposa de Gokey murió por complicaciones durante su tercera cirugía para tratar su enfermedad cardíaca congénita. La pareja había estado junta durante 12 años y Gokey le dio crédito a ella por su éxito. Sophia era fanática de American Idol y alentó a Gokey a ser concursante, y Danny comenzó una fundación a su nombre, Sophia's Heart Foundation, con algunos de sus familiares que también son músicos. Con sucursales en Milwaukee, Nashville y Sacramento, los objetivos de la organización son brindar esperanza y ayudar a las familias sin hogar, otorgar becas a los estudiantes que lo merecen y operar un próspero programa de música y artes del centro de la ciudad.
En 2011, Gokey comenzó a salir con Leyicet Peralta. Los dos anunciaron su compromiso el 25 de diciembre de 2011 en el sitio web de Sophia's Heart. Ellos se casaron el 29 de enero de 2012. Su hijo Daniel Emanuel nació el 20 de enero de 2013. Su hija Victoria Isabella nació el 28 de noviembre de 2014. Su hijo Gabriel Daniel nació el 29 de agosto de 2017. El 16 de agosto de 2019 nació su cuarto hijo, Emmanuel, en el cumpleaños de la primera esposa de Danny.

### Política
Gokey se crio en un hogar republicano y ha apoyado públicamente a políticos republicanos desde 2012. Apoyó a Donald Trump durante su primer juicio político y en las elecciones presidenciales de 2020. En enero de 2022, Gokey apareció en el evento que anunciaba la entrada de Doug Mastriano en la carrera para gobernador de Pensilvania.
Gokey, quien está vacunado contra el COVID-19, ha declarado que cree que la vacuna puede ser parte de una profecía en el Libro del Apocalipsis que «enfatiza cómo el mundo entero será engañado por Pharmakeia». También cree que los mandatos de vacunas podrían conducir al número de la bestia, una creencia de tiempos finales sobre el Anticristo propugnada por muchos cristianos evangélicos.

## Premios y nominaciones
| Premiación                           | Año  | Categoría                                                    | Nominado/trabajo                          | Resultado | Ref.    |
| ------------------------------------ | ---- | ------------------------------------------------------------ | ----------------------------------------- | --------- | ------- |
| American Country Awards              | 2010 | Artista sobresaliente del año                                | Gokey                                     | Nominado  | [ 23 ]  |
| BMI Christian Awards                 | 2015 | Canciones galardonadas                                       | «Hope in Front of Me»                     | Ganador   | [ 40 ]  |
| BMI Christian Awards                 | 2016 | Canciones galardonadas                                       | «More Than You Think I Am»                | Ganador   | [ 99 ]  |
| BMI Christian Awards                 | 2018 | Canciones galardonadas                                       | «Rise»                                    | Ganador   | [ 100 ] |
| BMI Christian Awards                 | 2019 | Canciones galardonadas                                       | «The Comeback»                            | Ganador   | [ 101 ] |
| BMI Christian Awards                 | 2020 | Canciones galardonadas                                       | «Haven't Seen It Yet»                     | Ganador   | [ 102 ] |
| GMA Dove Awards                      | 2015 | Canción del año                                              | «Hope in Front of Me»                     | Nominado  | [ 42 ]  |
| GMA Dove Awards                      | 2015 | Artista nuevo del año                                        | Gokey                                     | Nominado  | [ 42 ]  |
| GMA Dove Awards                      | 2016 | Artista cristiano contemporáneo del año                      | Gokey                                     | Nominado  | [ 103 ] |
| GMA Dove Awards                      | 2016 | Canción pop/contemporánea grabada del año                    | «Tell Your Heart to Beat Again»           | Nominado  | [ 103 ] |
| GMA Dove Awards                      | 2016 | Álbum navideño del año                                       | Christmas Is Here                         | Ganador   | [ 103 ] |
| GMA Dove Awards                      | 2016 | Video musical de formato corto del año                       | «Tell Your Heart to Beat Again»           | Nominado  | [ 103 ] |
| GMA Dove Awards                      | 2017 | Artista cristiano contemporáneo del año                      | Gokey                                     | Nominado  | [ 50 ]  |
| GMA Dove Awards                      | 2017 | Álbum pop/contemporáneo del año                              | Rise                                      | Nominado  | [ 50 ]  |
| GMA Dove Awards                      | 2019 | Video musical de formato corto del año                       | «Haven't Seen It Yet»                     | Ganador   | [ 57 ]  |
| GMA Dove Awards                      | 2020 | Álbum navideño del año                                       | The Greatest Gift: A Christmas Collection | Nominado  | [ 104 ] |
| GMA Dove Awards                      | 2020 | Video musical de formato corto del año                       | «Wanted»                                  | Nominado  | [ 104 ] |
| Grammy Awards                        | 2018 | Mejor álbum de música cristiana contemporánea                | Rise                                      | Nominado  | [ 105 ] |
| Grammy Awards                        | 2020 | Mejor presentación/canción de música cristiana contemporánea | «Haven't Seen It Yet»                     | Nominado  | [ 56 ]  |
| Grammy Awards                        | 2020 | Mejor álbum de música cristiana contemporánea                | Haven't Seen It Yet                       | Nominado  | [ 56 ]  |
| K-LOVE Fan Awards                    | 2015 | Canción del año                                              | «Hope in Front of Me»                     | Nominado  | [ 106 ] |
| K-LOVE Fan Awards                    | 2016 | Artista masculino del año                                    | Gokey                                     | Ganador   | [ 107 ] |
| K-LOVE Fan Awards                    | 2016 | Sencillo sobresaliente                                       | «Tell Your Heart to Beat Again»           | Ganador   | [ 107 ] |
| K-LOVE Fan Awards                    | 2016 | Mejores letras                                               | «Tell Your Heart to Beat Again»           | Nominado  | [ 107 ] |
| K-LOVE Fan Awards                    | 2017 | Artista masculino del año                                    | Gokey                                     | Ganador   | [ 108 ] |
| K-LOVE Fan Awards                    | 2017 | Artista del año                                              | Gokey                                     | Nominado  | [ 108 ] |
| K-LOVE Fan Awards                    | 2018 | Artista masculino del año                                    | Gokey                                     | Nominado  | [ 109 ] |
| K-LOVE Fan Awards                    | 2019 | Artista masculino del año                                    | Gokey                                     | Ganador   | [ 110 ] |
| K-LOVE Fan Awards                    | 2021 | Artista masculino del año                                    | Gokey                                     | Nominado  | [ 111 ] |
| K-LOVE Fan Awards                    | 2022 | Artista masculino del año                                    | Gokey                                     | Nominado  | [ 112 ] |
| Wisconsin Area Music Industry (WAMI) | 2010 | Artista del año                                              | Gokey                                     | Nominado  | [ 113 ] |
| Wisconsin Area Music Industry (WAMI) | 2010 | Vocalista masculino del año                                  | Gokey                                     | Nominado  | [ 113 ] |
| Wisconsin Area Music Industry (WAMI) | 2010 | Mejor artista cristiano/góspel del año                       | Gokey                                     | Nominado  | [ 12 ]  |

## Discografía
- My Best Days (2010)
- Hope in Front of Me (2014)
- Christmas Is Here (2015)
- La Esperanza Frente a Mi (2016)
- Rise (2017)
- Haven't Seen It Yet (2019)
- The Greatest Gift: A Christmas Collection (2020)
- Jesus People (2021)